# شنای پری
 شنای پری (انگلیسی: Shenay Perry؛ زادهٔ ۶ ژوئیهٔ ۱۹۸۴) یک تنیس‌باز اهل ایالات متحده آمریکا است.